# Aszparuh-csúcs
Az Aszparuh-csúcs (Asparuhov Vrh, fonetikusan:[asparuhov vrɤx]) egy csúcs az Antarktiszhoz tartozó Livingston-szigeten. A csúcs a Bowles-hegygerinc egy 760 m magas csúcsa, mely az 575 m magas Jankov-szakadék választja el a Melnik-hegygerinctől. Nevét Bulgária első – 668–700 között trónon lévő – kánjáról, Aszparuhról kapta, aki 681-ben egy szerződéssel megszerezte a Balkán-hegység és a Duna közötti terület ellenőrzési jogát.

## Helyszín
A csúcs koordinátái d. sz. 62° 36′ 47″, ny. h. 60° 09′ 14″62.613056°S 60.153889°W, ami 24 km-re keletre van a Bowles-hegytől, 1,25 km-re délre a Melnik-hegygerinctől és 1,75 km-re nyugatra az Asztanov-nunataktól.

## Fordítás
- Ez a szócikk részben vagy egészben  az   Asparuh Peak című angol Wikipédia-szócikk ezen változatának fordításán alapul.  Az eredeti cikk szerkesztőit annak laptörténete sorolja fel. Ez a jelzés csupán a megfogalmazás eredetét és a szerzői jogokat jelzi, nem szolgál a cikkben szereplő információk forrásmegjelöléseként.

## Külső hivatkozások
- SCAR Composite Antarctic Gazetteer.
- Térkép